# 毒物兴奋效应

双相剂量效应关系，低剂量时表现出刺激效应

毒物兴奋效应或激效反應（英語：Hormesis，源自希腊语，意为“激活”）是毒理学中用来描述毒物或放射線双相剂量效应的术语，亦即高剂量毒物对生物体有害，但低剂量毒物反而对生物体有益。其剂量效应曲线的特征为低剂量具有刺激效应、高剂量具有抑制效应。
学术界对毒物兴奋效应有很多争论，有些人认为毒物兴奋效应是一种在生物体中广泛而重要的现象，但这一观点并未被普遍接受。